# 고리키 아야메
고리키 아야메(일본어: 剛力彩芽, 1992년 8월 27일 ~ )는 일본의 패션 모델, 배우이다.
가나가와현 출신. 오스카 프로모션 소속.

## 약력
어릴 때부터 눈에 띄는 것을 좋아하고, 초등학생이 되고 "모델이 되고 싶다"라고 부모님과 상담하여, 4학년 때 연예 기획사에 들어갔다. 2002년 제8회 전일본 국민 미소녀 콘테스트의 오디션에 응모했지만, 2차 심사에서 낙선했다.
2008년 2월부터 패션 잡지 Seventeen (슈에이샤)의 전속 모델로 활동하고 있다.
2011년 1월 드라마 《소중한 것은 전부 네가 가르쳐 주었어》에 출연, 이 작품에 출연을 계기로 지금까지 트레이드 마크였던 긴 머리를 자르고 쇼트머리로 변신했다. 같은 해 7월에는 《IS: 남자도 여자도 아닌 성》로 드라마 첫 주연을 맡았다.
미스터 도넛, 세키스이 하우스, 도시락 (야마자키 제빵), 등 연달아 광고에 출연 해 주목을 받았다.
2011년 11월 닛케이 트렌디에서 뽑은 "올해의 얼굴"로 선정되었다.
2012년 4월 닛폰 방송에서 첫 레귤러 방송 《고리키 아야에 스마일 s2 스마일》이 시작했다. 같은 해 10월부터 후지 TV 버라이어티 《기적 체험! 언빌리버블》의 4대 MC를 맡았다.

### 인물·에피소드
"剛力 고리키[*]"는 2012년 현재 일본에서는 8가구 만이 존재하는 희귀 성씨로, 예명이 아닌 본명이다. 강한 느낌의 성씨로부터 부드러운 인상을 주고자 "彩芽 아야메[*]라는 이름을 좋아한 어머니가 지어줬다.
왼손잡이. 취미는 플룻 연주, 과자 만들기. 특기는 댄스, 요리. 고등학교 시절 댄스부에 소속했었다. 또한 아로마 테라피 어드바이저의 자격증을 가지고 있다.

## 출연 작품
굵은 글씨는 주연임.

### 텔레비전 드라마
연속 드라마
- 2007년 ~ 2008년 TV 도쿄 《쵸코미미》 - 밤비 (모리 코시카) 역
- 2008년 NHK 《배터리》 - 아사쿠라 아이 역
- 2011년 후지 TV 《소중한 것은 전부 네가 가르쳐 주었어》 - 소노다 노조미 역
- 2011년 TV 아사히 《아스코마치~아스카 공업 고교 이야기~》 - 아이자와 모모 역
- 2011년 TV 도쿄 《IS: 남자도 여자도 아닌 성》 - 아이하라 미와코 역 (공동 주연)
- 2011년 후지 TV 《내가 연애할 수 없는 이유》 - 한자와 모모코 역
- 2012년 NTV 《틴 코트》 - 냐코우지 미사토 역 (첫 단독 주연)
- 2012년 후지 TV 《미래일기 -ANOTHER:WORLD-》 - 후루사키 유노 역
- 2012년 TV 아사히 《W의 비극》 - 미도 사야카 역
- 2012년 TBS 《비기너즈!》 - 모모에 히로 역
- 2013년 NHK 《대하 드라마 야에의 벚꽃》 - 히나타 유키 역
- 2013년 후지 TV 《비브리아 고서당의 사건 수첩》 - 시노카와 시오리코 역
- 2013년 TBS 《쿠로코치》 - 세이케 마시로 역
- 2014년 TV 아사히 《내가 싫어하는 탐정》  - 니노미야 아케미 역
- 2014년 후지 TV 《아스나로 337박자》 - 마츠시타 사야 역
- 2015년 TV 아사히 《천사와 악마-미해결 사건 익명 교섭과-》 - 마키타 히카리 역

단편 드라마·게스트 출연
- 2008년 TBS 《사랑의 극장 러브 레터》 - 오치 요코 (소녀 시절) 역
- 2009년 TV 아사히 제8회 아사히 21세기 신인 시나리오 대상 드라마 "고스트 타운의 꽃"
- 2009년 NHK 교육 텔레비전 《드라마 8 "예능사"》 - 이즘 소노코 역
- 2009년 후지 TV 《토요 프리미엄 재판원 제도 스페셜 드라마 "사마요이자쿠라"》
- 2010년 NHK-BS2 《다자이 오사무 단편 소설집 "직소"》 - 여고생 (안드레아) 역
- 2011년 NHK 《사랑하는 일본어》 - 나나카 역
- 2012년 TV 아사히 《필살 사업인 2012》 - 오하루 역
- 2012년 후지 TV 《정말로 있었던 무서운 이야기 여름 특별편 2012 "저주받은 병실"》 - 사노 아이리 역
- 2014년 후지 TV 《긴다이치 고스케 VS 아케치 코고로 다시한번》 - 류조 호시코역
- 2014년 후지 TV 《리갈 하이 스페셜》 - 아카메 요시미 역
- 2015년 후지 TV 《신춘 드라마 스페셜 "대사 각하의 요리사"》

### 영화
- 2010년 《극장판 괴담 레스토랑》(토에이) - 타카세 쥰 / 유령 누나 역
- 2010년 《오빠의 불꽃 놀이》(고·시네마) - 하야세 히로미 역
- 2011년 《콰르텟트!》(쇼치쿠) - 타카스기 미사키 역
- 2013년 《독수리 5형제》 (토호) - 오츠 준 역
- 2013년 《키요스 회의》(토호) - 신쇼니(마츠히메) 역
- 2014년 《L♡DK》(토에이) - 니시모리 아오이 역

## TV 프로그램
레귤러, 준 레귤러 만
- 《격 인기! 세븐틴 학원》 (2009년 7월 ~ 2010년 3월, BS-TBS)
- 《숙녀 시즌 3》 (2011년 10월 ~ 2012년 2월, NHK)
- 《기적 체험! 언빌리버블》 (2012년 10월 ~ , 후지 TV)

마쓰시타 사야 역
- 《GO! 오스카! X21》 (2013년 4월 ~ , TV 아사히)

## 그 외 출연

### 성우·더빙
- 게임 《리듬 괴도 R 황제 나폴레옹의 유산》 - 마리아 역 (목소리 출연)
- 2012년 영화 《프로메테우스》(20세기 폭스) - 엘리자베스 쇼 역 (더빙)
- 2014년 영화 《엑스맨: 데이즈 오브 퓨처 패스트》 (20세기 폭스) - 레이븐 다크홀름/미스틱 (제니퍼 로렌스) 역 (더빙)

### 극장 애니메이션
- 2012년 《마쿠다루의 쿵푸 유치원》 (매직 아워) - 메이 역
- 2014년 《프리큐어 올 스타즈 NewStage3 영원한 친구》 (토에이) - 나미 역

### 게임
- 《리듬 괴도 R 황제 나폴레옹의 유산》 - 마리아 역

### 라디오
- 《GIRLS LOCKS!》 (2012년 4월 2일 ~ 1주째 담당, JFN 계열)
- 《고리키 아야메 스마일 S2 스마일》 (2012년 4월 6일 ~ 매주 금요일, 닛폰 방송 외 NRN 5국)

### 인터넷 전달 드라마
- LISMO 드라마 《 혼전 특급 - 결혼까지 앞으로 117일 - 》(2011년 9월 2일 ~ 9월 30일, 전 5화) - 미츠코 역

### 연재
- 월간 더 하이 비젼 "고리키 아야메의!! 아야메의 미츠!" (2011년 9월호 -, 카도카와 매거진) - 2011년 10월호까지 "고리키 아야메의 ○ ○ ○ (가제) "라는 임시 제목이었다.

### 뮤직 비디오
- 콰르텟트 〈베스트 프렌드〉
- mihimaru GT 〈One Time〉
- 스테레오 포니 〈청춘, 그 눈물이 필요하다!〉
- MAY 'S 〈너에게 닿기를 ...〉

## 도서

### 사진집
- 고리키 아야메 사진집: 시즈쿠 (2011년 11월 25일, 슈에이샤) ISBN 978-4-08-780632-8
- AYAME GOURIKI (2012년 8월 26일, 와니 북스) ISBN 978-4-8470-4491-5

### 달력
- 고리키 아야메 2012년 달력 (2011년 10월 26일, 로모) ASIN B005IFD4GE

### 잡지
- Seventeen (슈에이샤, 2008년 ~ 현재) - 전속 모델

## 광고 출연
- 진연 세미나 (베넷세 코포레이션)
- 도쿄 디즈니 리조트
- 모리나가 유업 "립톤 종이팩(500ml)" (2009년 ~ 2010년)
- 로토 제약 "멘소 레담 모이 티아라" (2010년 ~ 2011년) - 아리스에 마유코, 스즈키 유나, 오카모토 안리와 공동 출연
- 일본 우편 (2011년)
- 미스터 도넛 (2011년) - 사토 류타와 공동 출연
- 세키스이 하우스 "3층의 그녀" 시리즈 (2011년 ~ ) - 노무라 슈헤이와 공동 출연
- 닌텐도 Wii 게임 소프트 "마리오 & 소닉 런던 올림픽" (2011년)
- 야스쿠니 신사 "참배" (2011년)
- 야마자키 제빵 "도시락" (2012년 ~ 2013년)
- KDDI / 오키나와 셀룰러 전화 (au) - 이가와 하루카, 이세야 유스케, 호시 휴마 (목소리·후루야 토오루)와 공동 출연 (2012년)
- AOKI 양복 "후렛샤즈 한정 정장 페어" (2012년) - 브랜드의 메인 이미지 캐릭터의 우에토 아야와 공동 출연
- 일본 손해 보험 협회 "자동차 손해 배상 책임 보험 홍보 캠페인" (2012년) - 캠페인 캐릭터
- 컨버스 (2012년) - 이미지 캐릭터
- 드라마 DVD "프리티 리틀 라이아즈" (2012년) - 스페셜 서포터
- 니베아 8x4 데오 워터 (2012년~2013년) - 이미지 캐릭터
- 야쿠르트 "죠아" (2012년)
- GREE "몬프라" (2012년)
- 산케이 스포츠 런던 올림픽 응원 단장 (2012년)
- 일본 잡지 협회 "잡지 애독 월간 2012" 이미지 캐릭터 (2012년)
- 갸루비
  - "SMILE 큰 수확 축제 2012" 캠페인 (2012년)
  - 포테칩 (2012년)
- 도쿄도 선거 관리위원회 2013 도쿄 도 의회 의원 선거 PR (2013년)
- 일본 증권업 협회 (2013년 ~ )

## 음반

### 싱글
|             | 발매일          | 타이틀                                             | 판매 생산 번호 | 판매 생산 번호 | 최고 순위 |
| 초회 한정반 | 발매일          | 타이틀                                             | 통상반         |                | 최고 순위 |
| ----------- | --------------- | -------------------------------------------------- | -------------- | -------------- | --------- |
| 1st         | 2013년 7월 10일 | 友達より大事な人 친구보다 소중한 사람              | SRCL-8306      | SRCL-8308      | 7위       |
| 2st         | 2014년 2월 26일 | あなたの100の嫌いなところ 당신의 100의 싫어하는 것 |                |                | 12위      |

## 수상 내역
- 2011년 The Best of Beauty 2011
- 2011년 닛케이 트렌디 올해의 얼굴상
- 2011년 제2회 일본 웨딩 베스트 드레서상
- 2012년 제21회 일본 영화 비평가 대상 신인상
- 2012년 제25회 일본 안경 베스트 드레서상 특별상
- 2012년 제34회 독자가 선택·코단샤 광고상 베스트 캐릭터상
- 2012년 베스트 가죽니스트
- 2012년 베스트 스마일 오브 더 이어 2012 (유명인 부분)
- 2012년 VOGUE JAPAN Women of the Year 2012
- 2012년 제41회 베스트 드레서상 (예능 부문)
- 2012년 베스트 뷰티스트 어워드 (여배우 부문)
- 2013년 제24회 일본 쥬얼리 best dresser상 (20대 부문)
- 2013년 제18회 E-라인 뷰티풀 대상